# 張惠春
古歷萊.莎雅（1977年7月7日—），卑南族女演員、女歌手，是張惠妹的胞妹。1997年與表妹陳秋琳Raya組合為偶像團體“阿妹妹”，以張惠春為名出道，發過三張團體唱片、一張個人EP、兩張個人專輯。1999年組合解散，張惠春淡退。2003年復出發片後，以《名揚四海》獲得金鐘獎最佳女配角獎的肯定。

## 生平

### 早年經歷
張惠春来自台湾台東縣卑南鄉大巴六九部落（Tamalakaw，屬於卑南族）本名古歷萊.莎雅（卑南語：Kulilay Saya）。在家中9個小孩中排行最小。父親在她高中時期去世。天后張惠妹出道時就創下專輯百萬銷量，當時她便在專輯擔任合聲，並參與多部MV拍攝，原本只是抱著好玩的心態，但被唱片公司相中後，以張惠春為名出道，與表妹Raya組成女子團體「阿妹妹」，推出的3張專輯都創下銷售佳績，更被IFPI認證為「台灣女子團體唱片銷售量最高紀錄保持人」，不過事業邁向巔峰之際，傳出兩人無法承受身為公眾人物的壓力以及工作压力，出道僅2年就宣布解散，直到在金曲獎演出被經紀人敖君怡相中，才開啟她的戲劇之路。張惠春沉寂多年後，從擔任同門師姐孟庭葦巡演的嘉賓開始復出歌壇，后參加中国大陸音樂選秀節目《中國好聲音》，被那英相中選為學員之外，被媒體評價為「最會唱歌的演員，最會演戲的歌手」。

### 演藝經歷
1996年年底，在張惠妹專輯中擔任《姐妹》專輯合聲。
1997年5月，參與張惠妹《BadBoy》專輯合聲，並且演出張惠妹《BadBoy》專輯的多首MV；同年8月與豐華唱片簽約成為團體組合藝人，與表妹Raya組"阿妹妹"組合，並於10月出了首張團體專輯《我要為你作飯》並且台灣賣出30萬張。
1998年，與豐華唱片藝人合作了一張《想念雨生》的合輯，並且參與《帶我去月球》《我是多麼想你》兩首歌曲的演唱；12月發行了第二張團體專輯《愛最大》，並且首次擔任《噓，讓我哭》《愛一個人應該很快樂》《如果我是你的電腦》三首歌的個人演唱，《愛最大》專輯台灣賣出40萬張，更成為IFPI認證台灣女子團體唱片銷售量最高紀錄保持人。
1998年，擔任張惠妹《妹力四射》演唱會表演嘉賓並合唱，在張惠妹牽手新歌發青會擔任表演嘉賓並合唱，在張雨生紀念演唱會上擔任嘉賓並獨唱《帶我去月球》。
1999年，參與張惠妹《妹力99世界巡迴演唱會》並且自己首次創作大型舞蹈並演出《火之舞》，並且與張惠妹合辦跨年演唱會《阿妹妹妹鬧party跨年演唱會》。12月，發行第三張團體專輯《想》，台灣销量达30萬張，之後由於阿妹妹另一成員表妹Raya的熱戀而退出娛樂圈。之後，Saya停頓了所有演出，與豐華唱片和平解約。
2001年，張惠妹演唱會《真實新歌演唱會》上台獻花並共舞。
2002年，由於在金曲獎的舞蹈表演，被金牌經紀人敖君怡相中，並且簽約4年經紀約。
2003年，復出，擔任電影《我們結婚去》女主角，於台視8點檔《名揚四海》電視劇女配角，並且以《名揚四海》獲得金鐘獎最佳女配角 。之後，與BMG唱片公司簽約。10月18日，在台北西門誠品101舉辦Solo MINI演唱會，姊姊張惠妹擔任嘉賓合唱《讓每個人都心碎》。
2004年，首次演出中視8點檔《愛情風暴美麗99》女主角，之後接拍了《偵探物語》並且接到中国大陸央視情感劇《天若有情2》。
2005年，以光頭造型演出《白色巨塔》
，年底由於BMG唱片公司被索尼唱片收購，Saya推出暌違兩年的唱片《想念你的歌》，但因為男友邀Saya開酒吧，處於熱戀中的Saya決定逐漸淡出。同年，溫嵐《愛回溫臺北演唱會》上擔任表演嘉賓，表演《黑白雙煞》。
2006年，友情演出《驚異傳奇之鬼計》電視單元劇女主角和《練習曲》電影的女主角，同年11月發行入行10周年的精選《我要你看見新歌+精選》，並就此開酒吧VUS，退出娛樂圈。
2007年，憑《白色巨塔》再次入圍台灣金鐘獎最佳女配角。
2009年8月，參與張惠妹的台北原住民演唱會，擔任開場嘉賓並且編舞。
2014年，復出加盟洹國際文化股份有限公司，與孟庭葦聯合展開十二場巡迴演唱會。同年參加浙江衛視《我不是明星》第五季，並獲得總冠軍。
2015年，浙江衛視《中國好聲音》第四季進入盲選第二周，Saya演唱《怎麼說我不愛你》成為那英組學員，更是《中國好聲音》史上最大牌學員。 在《好聲音》播出後，更被媒體評價為“最會唱歌的演員，最會演戲的歌手”。
2015年9月16日，張惠春“沙啞”首次個人巡迴演唱會記者發佈會於北京舉行。10月11日張惠妹作为哦“烏托邦世界巡城演唱會”中国大陆巡演唯一特邀嘉賓出场。“沙啞”巡迴演唱會在北京、廣州、上海启动，其中10月16日在北京雍和宮糖果TANGO、12月4日在廣州TU凸空間、12月5日在上海MAO Livehouse。12月19日担任孟庭苇出道25周年“醇爱”演唱会特邀嘉宾。
2016年1月27日，出席乌鲁木齐汇嘉时代广场张惠春歌友见面会及汇嘉时代十五周年庆典晚会。04月27日，出席褔建.褔州 慶祝＂蓋網號＂動車組褔州－北京始發文藝活動。5月28日張雨生五十誕辰紀念開唱，一場名為《雨你同在，生聲不息》的音樂會在臺北舉行，張惠春一首《天天想你》不忘初心憶恩師。6月5日廣東佛山企業集團舉辦的32周年慶典活動，張惠春演出唱爆音響，超強唱功驚到眾人。6月12日張惠春驚豔亮相盱眙龍蝦節晚會張惠春驚豔亮相，分別演唱了《站在高崗上》，《怎麼說我不愛你》全場沸騰。7月7日名為“張惠春的生日音樂豐年祭”的生日趴在北京舉行與歌迷共同慶生，首唱新歌《愛過了又怎樣》，7月8日，受邀參加東南衛視《食來運轉》美食節目錄製。7月9日，亮相央視《全球中文音樂榜上榜》首秀新歌《愛過了又怎樣》震撼全場。7月11日，受邀參加《網易時尚》直播專訪。
7月12日，受邀參加《愛瘋音樂家》獨家專訪。8月8日，受邀參加臺灣Momo富邦購物台錄影。9月8日，新歌《愛過了又怎樣》全網上線 。9月25日，受邀參加直播真人選秀《愛豆練習生》擔任總決賽評委。10月10日，新寫真曝光，彰顯個性卻萌味十足。
2017年，2月，由東南衛視與海峽衛視聯合打造的大型民族音樂真人秀《天籟之聲》吸引眾多優秀的民族音樂家參與，也迎來代表臺灣原住民歌手張惠春加盟 ，她帶著卑南族音樂參與這場民族盛宴。7月1日，張惠春攜手同門師弟王繹龍合體.金門國際海島音樂節，一起獻唱改編後的電音版《在那遙遠的地方》，將電音和嘻哈與中國風的結合發揮到極致。8月19日，受邀參加張惠妹烏托邦2.0慶典暨20週年世界巡迴演唱會高雄場，並擔任特邀嘉賓。8月31日，張惠春與同門師弟王繹龍組合《一張王牌》。9月2日張惠春與同門師弟王繹龍組合“一張王牌”亮相央視音樂頻道《全球中文音樂榜上榜》，攜新歌《在那遙遠的地方》首打榜便一舉奪下本期冠軍。10月16日一張王牌組合發行首支單曲《茉莉花》由江蘇民歌改編，以電音曲風重塑老歌。10月30日，張惠春、范逸臣、黄小琥、苏永康等藝人受邀參加由林瑞陽與張庭夫婦發起的品牌企業員工郵輪之旅，並在有著海洋量子號上郵輪獻唱。11月16日，張惠春與陳秋琳曾經共同組合的阿妹妹組合受邀參加吉林衛視明星綜藝節目《家庭歡樂秀》，力邀阿妹妹組合再次出山，共同出道20周年回憶姐妹時光。
2018年，4月加盟參演由著名舞臺劇改編的歌舞電影《流浪狗之歌》，再現銀幕風采；4月15日，張惠春攜手王繹龍於廈門五緣灣舉辦一張王牌組合首場演唱會，張惠春與王繹龍新電音中國曲風唱響五緣灣，引爆現場觀眾的熱情，讓兩岸音樂人的音樂魅力盡情釋放。9月23日中秋节前夕，厦门五缘湾上古文化园Party Park，由大陆、香港、台湾两岸三地以及马来西亚四地优秀音乐人共同举办的“电音狂响曲”中秋博饼派对，大陆电音唱作人王绎龙携手台湾卑南族歌手张惠春共同合组《一张王牌》作为整场派对压轴登场，当张惠春高亢嘹亮的声音搭配穿插王绎龙的rap说唱，热力四射的电子舞曲音乐，震撼全场。11月3日携手张暖雅一同出席台湾中部卫浴业龙头《家地丽》万坪新厂落成启动典礼。12月22日，出席台湾台中新市政中心顶级豪宅举办的VIP圣诞派对，与王绎龙合组的「一张王牌」首度于台湾合体开唱，同月31日，受台东县政府邀请回到家乡台东《铁花新聚落区》跨年演唱。
2019年12月13到15日，於台東縣原住民族文化創意產業聚落LIMA倉庫舉辦4場卡拉OK歌舞劇場《花姐的店》。
2020年11月19日，为第27屆關懷盃獻唱。
2021年2月25日，擔任呂婕菲《Shiny Stars星燕藝能學苑》音樂會擔任嘉賓，透露目前定居在台南固定駐唱，收入穩定，自己很享受在舞台上演出的感覺，當然也不排斥任何的工作邀約。4月6日，出席聽見歌再唱台北首映會，在劇中飾演「王美娘」角色。10月1日，受邀信義區知名餐酒館「隱世The Arcadia」駐點獻唱。
2022年1月8日，出道首辦個人音樂派對，SAYA張惠春在ATT SHOW BOX大直開唱，一開始就送上〈我要為你做飯〉、〈愛最大〉等經典組曲，讓台下近千位歌迷忍不住一起合唱，就連好久不見的「Raya」也再次同台重現當年阿妹妹的精采表演，直接清唱用實力征服現場。1月13日，出席創集團Group TRON10周年尾牙表演。
2022年2月3日，在台東鐵花村首次登台演唱。10月15日，出席在北流「愛之日常音樂節」。10月29日，出席「Formosa Pride 2022 彩虹音樂節」。
2023年1月27、28日，在高雄洛克音樂藝文展演空間舉辦Saya張惠春Sa嬌音樂派對。7月30日，在河岸留言音樂藝文咖啡舉辦 《原來你一直都在》小河岸同樂會。8月26日，出席《2023年Lalai桃園原住民族音樂節》。10月28號、29號攜手陽光男聲郭忠祐及億萬歌姬林芯儀在台北國際會議中心演出「歌之饗宴8-破繭而出SAYA張惠春演唱會」。同月，代言頂超生技「黃金速纖凍 」廣告。11月18日，參加南投縣信義鄉東埔溫泉季演出。12月10日，為了更貼近歌迷首次舉辦《第一屆殺幫野餐趴》與歌迷們同樂。
2024年4月18日，在China Pa中國父音樂餐廳音樂會。6月22日，參加2024東海岸大地藝術節月光海音樂會。8月23日，參加上海海峽兩岸青年活力嘉年華演唱會。9月7日，於山東省青島市參加《特別的你演唱會》。9月24日，在China Pa中國父音樂餐廳舉辦音樂會。11月10日，於台北南港展覽館參加美安年會演唱會。12月31日，擔任張惠妹《ASMR Maxxx @ Taipei Dome 世界巡迴演唱會》開場嘉賓。
2025年1月19日，出席2025年德霖醫療事業聯盟醫療業北區年終聯合尾牙。2月23日，舉辦《第二屆殺幫野餐趴》。3月9日，出席第九届海峡两岸嫘祖文化交流活动，在盐亭开幕倾情献唱歌曲《中华母亲》，以动人的歌声表达对嫘祖母亲的敬仰、对中华母亲的深情祝福。4月20日，於新北市Zepp New Taipei與家族們舉辦《雅子的女兒們演唱會》。6月25日，在China Pa中國父音樂餐廳舉辦音樂會。

## 作品

### 音樂專輯（阿妹妹）
| 專輯資訊                                       | 曲 目 |
| ---------------------------------------------- | --- |
| 我要為你做飯 - 發行日期: 1997年10月16日 (台灣) | 1. 我要為你做飯 2. 妒忌 3. Oh…Yeh 依賴你 4. Babe 讓我告訴你 5. Venus 6. 爆米花 7. Cool Cool Cat 8. 哎呀 沒什麼 9. 默契 10. 阿蘭木(來 來 來)            |
| 愛最大 - 發行日期: 1998年12月11日 (台灣)       | 1. 大鬧一場 2. DJ請別放情歌 3. 愛一個人應該很快樂 4. 男人要乾脆 5. 如果我是你的電腦 6. 愛最大 7. 噓，讓我哭 8. 離家出走 9. 失戀秘笈 10. 至少愛過你的貓 |
| 想 - 發行日期: 1999年12月8日 (台灣)            | 1. 想 2. 冬天 3. 傳染病 4. 起點 5. 無人島 6. 恰恰好 7. 不能改 8. 假想敵 9. 很抱歉 10. 愛是一隻恐龍 11. 著火啦                                          |

### 個人專輯（張惠春）
| 專輯資訊                                            | 曲 目 |
| --------------------------------------------------- | --- |
| Saya (專輯)（EP） - 發行日期:                       | 1. 不能改 2. 冬天 3. 很抱歉 4. 起點 |
| Solo - 發行日期: 2003年 10月 (台灣)                 | 1. Honey? Money? 2. Solo 3. 想你 4. 告白 5. 其實早知道 6. Baby Talk 7. 舞功夫 8. I Love You So 9. 沙啞 10. 以我為主 |
| 想念你的歌 - 發行日期: 2005年 12月 (台灣)           | 1. 想念你的歌 2. Love Oh Oh 3. 愛上愛你的秘密 4. 決戰星期五 5. 原來你一直都在 6. 天氣讓愛奇怪 7. 壞脾氣 8. 我們之間 9. 粉紅豹 10. Don't Say Goodbye |
| 我要你看見 新歌+精選 - 發行日期: 2006年 11月 (台灣) | CD1 1. 紅色水晶球 2. 我要你看見 3. 想念你的歌 4. Love Oh Oh 5. 想你 6. 愛上愛你的秘密 7. 舞功夫 8. 其實早知道 9. Honey？Money？ 10. 我們之間 11. 以我為主 12. 天氣讓愛奇怪 13. I Love You So 14. Don't Say Goodbye 15. Solo 16. 原來你一直都在 CD 2 1. 我要為你做飯 (Saya+Raya) 2. 愛最大 (Saya+Raya) 3. 冬天 (Saya+夢飛船 合唱) 4. 起點 5. 阿蘭木(來．來．來) (張惠妹+Saya+Raya) 6. 很抱歉 7. 噓,讓我哭 8. 不能改 9. 大鬧一場 (Saya+Raya) 10. 愛一人應該很快樂 11. 忌妒 (Saya+Raya) 12. 爆米花 (Saya+Raya) 13. 想 (Saya+Raya) 14. DJ請別放情歌 (Saya+Raya) |

### 个人单曲
| 日期   | 歌曲                                  |
| ------ | ------------------------------------- |
| 1998年 | 带我去月球                            |
| 1998年 | 我是多么想你 （with 张惠妹等群星）    |
| 2003年 | 危险游戏 （电影《我们结婚去》主题曲） |
| 2015年 | 姊妹亲爱歌 （with 张惠妹等家族合唱）  |
| 2016年 | 爱过了 又怎样                         |
| 2017年 | 在那遙遠的地方（with 王绎龙）         |
| 2017年 | 茉莉花 （with 王绎龙）                |
| 2020年 | 逆行 （with 郝澄泉RogerQ）            |
| 2024年 | 牆頭草                                |

## 演唱会

### 個人演唱會及音樂會
| 場次 | 日期           | 國家／地區 | 城市                     | 場館                   | 演出名稱                             |
| ---- | -------------- | ---------- | ------------------------ | ---------------------- | ------------------------------------ |
| 1    | 2003年10月18日 | 臺灣       | 台北市                   | 西門誠品101            | Solo MINI演唱會                      |
| 2    | 2015年8月19日  | 中国大陆   | 福建省門市               | 廈門Open House         | SAYA歌友會                           |
| 3    | 2015年9月5日   | 中国大陆   | 山東省濟南市             | 菲芘酒吧               | 沙啞巡迴演唱會                       |
| 4    | 2015年9月20日  | 中国大陆   | 北京市                   | 壹空間                 | 沙啞巡迴演唱會                       |
| 5    | 2015年10月16日 | 中国大陆   | 北京市                   | 雍和宮糖果TANGO        | 沙啞巡迴演唱會                       |
| 6    | 2015年11月21日 | 中国大陆   | 廣西壯族自治區           | 南京桓大地景           | 沙啞巡迴演唱會                       |
| 7    | 2015年12月4日  | 中国大陆   | 廣州省廣州市             | TU凸空間               | 沙啞巡迴演唱會                       |
| 8    | 2015年12月5日  | 中国大陆   | 上海市                   | MAO Livehouse          | 沙啞巡迴演唱會                       |
| 9    | 2016年1月27日  | 中国大陆   | 新疆維吾爾自治區烏魯木齊 | 匯佳時代廣場           | 張惠春音樂會                         |
| 10   | 2016年4月20日  | 中国大陆   | 江蘇省無錫市             | 菲芘酒吧               | 張惠春音樂會                         |
| 11   | 2016年4月21日  | 中国大陆   | 江蘇省江陰市             | 菲芘酒吧               | 張惠春音樂會                         |
| 12   | 2016年4月22日  | 中国大陆   | 浙江省溫嶺市             | 菲芘酒吧               | 張惠春音樂會                         |
| 13   | 2016年4月23日  | 中国大陆   | 遼寧省瀋陽市             | 菲芘酒吧               | 張惠春音樂會                         |
| 14   | 2016年4月25日  | 中国大陆   | 安徽省蕪湖市             | 菲芘酒吧               | 張惠春音樂會                         |
| 15   | 2016年4月28日  | 中国大陆   | 浙江省紹興市             | 菲芘酒吧               | 張惠春音樂會                         |
| 16   | 2016年4月29日  | 中国大陆   | 江蘇省蘇州市             | 潘多拉酒吧             | 張惠春音樂會                         |
| 17   | 2016年4月30日  | 中国大陆   | 安徽省合肥市             | 菲芘酒吧               | 張惠春音樂會                         |
| 18   | 2016年7月2日   | 臺灣       | 台北市                   | 愛哈啦                 | Saya啵!day party Show                |
| 19   | 2016年7月7日   | 中国大陆   | 北京市                   | 競園                   | Saya的生日音樂豐年祭派對             |
| 20   | 2020年8月27日  | 臺灣       | 高雄市                   | 藍色狂想Bluu Fansy     | 張惠春演唱會                         |
| 21   | 2021年3月8日   | 臺灣       | 高雄市                   | 藍色狂想Bluu Fansy     | 張惠春演唱會                         |
| 22   | 2021年3月30日  | 臺灣       | 高雄市                   | 藍色狂想Bluu Fansy     | 張惠春演唱會                         |
| 23   | 2021年5月11日  | 臺灣       | 高雄市                   | 藍色狂想Bluu Fansy     | 張惠春演唱會                         |
| 24   | 2021年12月20日 | 臺灣       | 高雄市                   | 藍色狂想Bluu Fansy     | 張惠春演唱會                         |
| 25   | 2022年1月8日   | 臺灣       | 台北市                   | ATT SHOW BOX(大直)     | 大鬧一場音樂派對                     |
| 26   | 2022年2月3日   | 臺灣       | 台東縣                   | 鐵花村                 | 走春派對                             |
| 27   | 2023年1月27日  | 臺灣       | 高雄市                   | 洛克音樂藝文展演空間   | Sa嬌音樂派對                         |
| 28   | 2023年1月28日  | 臺灣       | 高雄市                   | 洛克音樂藝文展演空間   | Sa嬌音樂派對                         |
| 29   | 2023年7月30日  | 臺灣       | 台北市                   | 河岸留言               | 原來你一直都在小河岸同學會           |
| 30   | 2023年10月28日 | 臺灣       | 台北市                   | 台北國際會議中心大會堂 | 歌之饗宴8-破繭而出 SAYA 張惠春演唱會 |
| 31   | 2023年10月29日 | 臺灣       | 台北市                   | 台北國際會議中心大會堂 | 歌之饗宴8-破繭而出 SAYA 張惠春演唱會 |
| 32   | 2024年4月18日  | 臺灣       | 台北市                   | China Pa中國父音樂餐廳 | 張惠春音樂會                         |
| 33   | 2024年9月24日  | 臺灣       | 台北市                   | China Pa中國父音樂餐廳 | 張惠春音樂會                         |
| 34   | 2025年6月25日  | 臺灣       | 台北市                   | China Pa中國父音樂餐廳 | 張惠春音樂會                         |

### 舞台剧
| 場次 | 日期           | 國家／地區 | 城市   | 場館                           | 演出名稱 | 備註  |
| ---- | -------------- | ---------- | ------ | ------------------------------ | -------- | ----- |
| 1    | 2019年12月13日 | 臺灣       | 台東縣 | 原住民文化创意产业部落LIMA展區 | 花姊的店 | 19:30 |
| 2    | 2019年12月14日 | 臺灣       | 台東縣 | 原住民文化创意产业部落LIMA展區 | 花姊的店 | 14:00 |
| 3    | 2019年12月14日 | 臺灣       | 台東縣 | 原住民文化创意产业部落LIMA展區 | 花姊的店 | 19:30 |
| 4    | 2019年12月15日 | 臺灣       | 台東縣 | 原住民文化创意产业部落LIMA展區 | 花姊的店 | 14:00 |

### 與其他歌手聯合演唱會
- 1998.12.31  台北南港101   与张惠妹联合举办阿妹妹妹闹patry演唱会
- 2014.08.02  北京二十一世纪剧院   与孟庭苇联合举办 台北音乐爱情故事演唱会
- 2014.09.06  宁波大剧院    与孟庭苇联合举办  台北音乐爱情故事演唱会
- 2014.09.07 上海东方艺术中心 与孟庭苇联合举办  台北音乐爱情故事演唱会
- 2014.09.08 上海东方艺术中心 与孟庭苇联合举办  台北音乐爱情故事演唱会
- 2014.09.20  南京人民大会堂  与孟庭苇联合举办  台北音乐爱情故事演唱会
- 2014.10.10  江西艺术中心大剧院     与孟庭苇联合举办  台北音乐爱情故事演唱会
- 2014.11.01  青海大剧院     与孟庭苇联合举办  台北音乐爱情故事演唱会
- 2014.11.13  重庆大剧院     与孟庭苇联合举办  台北音乐爱情故事演唱会
- 2014.11.15  锦城艺术宫   与孟庭苇联合举办  台北音乐爱情故事演唱会
- 2014.11.22  广州大剧院      与孟庭苇联合举办  台北音乐爱情故事演唱会
- 2014.11.23  深圳音乐厅    与孟庭苇联合举办  台北音乐爱情故事演唱会
- 2014.12.28  嘉兴大剧院   与孟庭苇联合举办  台北音乐爱情故事演唱会」
- 2018.04.15  廈門五缘湾上古文化园  与王绎龙联合举办一张王牌演唱会
- 2025.04.20  新北市Zepp New Taipei與家族們联合舉辦《雅子的女兒們演唱会》

### 擔任演唱會嘉賓
- 1998.01.10  台北市立体育场  张惠妹妹力四射演唱會台北场嘉宾
- 1998.01.24  高雄市立体育场  张惠妹妹力四射演唱會高雄场嘉宾
- 1998.03.21、22  香港红堪体育馆  张惠妹妹力四射演唱會香港场嘉宾
- 1998.05.25、27  新加坡室内体育馆  张惠妹妹力四射演唱會新加坡场嘉宾
- 1999.07.03  台中市立体育场  妹力99世界巡迴演唱會台中场嘉宾
- 1999.07.10  高雄市立体育场  妹力99世界巡迴演唱會高雄场嘉宾
- 1999.07.17  台东县立体育场 妹力99世界巡迴演唱會台东场嘉宾
- 1999.07.24  台北市立体育场  妹力99世界巡迴演唱會台北场嘉宾
- 1999.08.06  北京工人体育场  妹力99世界巡迴演唱會北京场嘉宾
- 1999.08.13  上海八万人体育场  妹力99世界巡迴演唱會上海场嘉宾
- 1999.08.20、23  广州天河体育场  妹力99世界巡迴演唱會广州场嘉宾
- 1999.08.27、29  昆明拓东体育场  妹力99世界巡迴演唱會昆明场嘉宾
- 1999.09.10、12  香港启德机场 妹力99世界巡迴演唱會香港场嘉宾
- 1999.09.25  新加坡国家体育场  妹力99世界巡迴演唱會新加坡场嘉宾
- 1999.10.15  吉隆坡默迪卡体育场  妹力99世界巡迴演唱會马来西亚场嘉宾
- 2001.11.23  中正纪念堂  张惠妹真实新歌演唱会嘉宾
- 2005.06.18  台北  温岚爱回温演唱会嘉宾
- 2006.07.22  昆明市体育馆  杨千嬅“嬅”光炫影闪耀昆明演唱会嘉宾
- 2009.08.08  台北小巨蛋  张惠妹担任演唱会召集人及制作人 原班人马演唱会嘉宾
- 2015.10.11  北京工人体育场  张惠妹烏托邦世界巡城演唱會北京场嘉宾
- 2015.12.19  靖江体育馆  孟庭苇出道25周年“醇爱”演唱会嘉宾
- 2017.08.19  高雄巨蛋  张惠妹烏托邦2.0慶典世界巡迴演唱會高雄场嘉宾
- 2021.02.25  台北河岸留言  吕婕菲《Shiny Stars星燕艺能学苑》音乐会担任嘉宾
- 2021.12.10 高雄 驳二 LIVE WAREHOUSE 桑布伊得力量巡回演唱会 高雄站演唱会嘉宾
- 2024.12.31  台北大巨蛋  ASMR Maxxx @ Taipei Dome 世界巡迴演唱會

## 電視劇
| 日期   | 頻道       | 劇名           | 飾演   |
| ------ | ---------- | -------------- | ------ |
| 2003年 | 台視       | 名揚四海       | 陳真   |
| 2004年 | 中視       | 愛情風暴美麗99 | 何其美 |
| 2005年 | 公視       | 偵探物語       | 美蓮   |
| 2006年 | 中視       | 白色巨塔（The Hospital）   | 劉心萍 |
| 2006年 | 衛視中文台 | 天若有情II     | 江永心 |
| 2006年 | 衛視中文台 | 驚異傳奇－鬼計 | 采兒   |

## 電影
| 日期   | 片名        | 飾演   |
| ------ | ----------- | ------ |
| 2003年 | 我们结婚去  |        |
| 2006年 | 練習曲      |        |
| 2021年 | 聽見歌 再唱 | 王美娘 |
| 待     | 流浪狗之歌  |        |

## 獎項
| 年份           | 獎項 |
| -------------- | --- |
| 1998年         | 第一季度港台十大金曲 - 我要为你做做饭                                                                                          |
| 1998年         | hitfm 百大金曲 第48位 - 我是多么想你                                                                                           |
| 1999年         | 第一季度港台十大金曲 - 我是多么想你                                                                                            |
| 1999年         | 台湾IFPI销量认证《爱最大》专辑为女子组合最高销售记录 40万张 至今依旧没有任何女子团体组合打破此销售记录（2006年康熙来了有提及） |
| 2003年11月     | 以“名扬四海”一剧获得“金钟奖”最佳女配角                                                                                         |
| 2004年10月14日 | 中国原创歌曲奖 - 最具潜质歌手奖                                                                                                |
| 2004年9月26日  | “第二届东南劲爆榜”传媒推荐港台地区劲爆最佳新人奖                                                                               |
| 2007年10月11日 | “第五届东南劲爆榜”最有潜质新人                                                                                                 |
| 2014年         | 浙江衞視“我不是明星第5季”冠軍                                                                                                  |
| 2017年9月2日   | “在哪遙遠的地方”央視《全球中文音乐榜上榜》冠軍                                                                                 |

## 外部連結
- 張惠春的新浪微博
- 張惠春在互联网电影资料库（IMDb）上的資料（英文）
- 張惠春在香港影庫上的簡介
- 張惠春在时光网上的簡介（简体中文）
- 張惠春在豆瓣上的资料（简体中文）
- 張惠春的熱門歌曲 （页面存档备份，存于）